# 대한민국의 극점
대한민국의 극점은 미수복지구를 제외한 대한민국 영토의 최동단, 최서단, 최남단, 최북단 및 최고단을 말한다.

## 동단
독도 (獨島) 동도 북위 37° 14′ 26.8″ 동경 131° 52′ 10.4″ / 북위 37.240778°  동경 131.869556° 

## 서단
- 인천광역시 옹진군 백령면 연화리. 북위 37° 58′ 10″ 동경 124° 36′ 36″ / 북위 37.96944°  동경 124.61000°
- 육지부 한정 시 : 충청남도 태안군 소원면 모항리 모항항

## 남단
- 제주특별자치도 서귀포시 대정읍 마라리. 북위 33° 06′ 43″ 동경 126° 16′ 07″ / 북위 33.11194°  동경 126.26861°
- 육지부 한정 시 : 전라남도 해남군 땅끝마을

## 북단
- 강원특별자치도 고성군 현내면 대강리 북위 38° 36′ 40″ 동경 128° 21′ 51″ / 북위 38.61111°  동경 128.36417° [1]

## 높이
- 한라산 (1,950 m)
- 육지부 한정 시 : 지리산 (1,915 m)
- 가장 높은 건물 : 롯데월드타워 (555.7 m)

## 길이
- 강 : 낙동강 (510 km)
- 교량 : 인천대교 (18.384 km)
- 터널 : 다음과 같음
  - 도로 - 인제양양터널 (10.965 km)
  - 철도 - 율현터널 (50.250 km)
- 고속도로 : 경부고속도로 (416.1 km)
- 국도 : 국도 제77호선 (1,239.4 km)
- 국가지원지방도 : 국가지원지방도 제49호선 (479.0 km)
- 지방도 : 지방도 제1021호선 (174.664 km)
- 철도 : 경부선 (441.7 km)
- 도시 철도 : 수도권 전철 1호선 (200.6 km)
- 비수도권 도시 철도 : 동해선 광역전철 (63.8 km)

## 깊이
- 동해 우산해곡 최북측 지점 (약 2,985 m)

## 같이 보기
- 대한민국의 지리